# Rosa collettii
Rosa collettii es una especie de planta del género Rosa, de la familia Rosaceae.

## Taxonomía
Rosa collettii fue descrita por Crép. en 1889.

## Distribución
Se encuentra en el territorio de Birmania.